# Masterplan
Masterplan je německá powermetalová hudební skupina, kterou v roce 2001 založili dva dřívější členové kapely Helloween, kytarista Roland Grapow a bubeník Uli Kusch. Kapelou prošlo několik dalších hudebníků, přičemž jediným stálým členem zůstává po Kuschově odchodu v roce 2006 kytarista Grapow. V letech 2012 až 2016 v kapele hrál český bubeník Martin Škaroupka a svého času také norský zpěvák Jørn Lande. První album kapela vydala v roce 2003. Jako host se na něm podílel další člen Helloween, zpěvák Michael Kiske. Následovalo několik dalších alb.

## Diskografie
Studiová alba
- Masterplan (2003)
- Aeronautics (2005)
- MK II (2007)
- Time to Be King (2010)
- Novum Initium (2013)
- PumpKings (2017)